# Sur SC
Sur Sports Club (ar. نادي صور الرياضي) – omański klub piłkarski grający w pierwszej lidze omańskiej, mający siedzibę w mieście Sur.

## Historia
Klub został założony w 1969 roku. W swojej historii klub dwukrotnie wywalczył tytuł mistrza Omanu w sezonach 1994/1995 i 1995/1996. Zdobył również trzy Puchary Omanu w 1973, 1992 i 2007.

## Sukcesy
- Oman Professional League:

mistrzostwo (2):  1994/1995, 1995/1996
wicemistrzostwo (3): 1996/1997, 1997/1998, 2001/2002
- Puchar Omanu:

zwycięstwo (3): 1973, 1992, 2007
finał (2): 2006, 2015
- Superpuchar Omanu:

finał (1): 2008

## Stadion
Domowe mecze klub rozgrywa na stadionie o nazwie Sur Youth Complex, położonym w mieście Sur. Stadion może pomieścić 8000 widzów.